# بونسيك

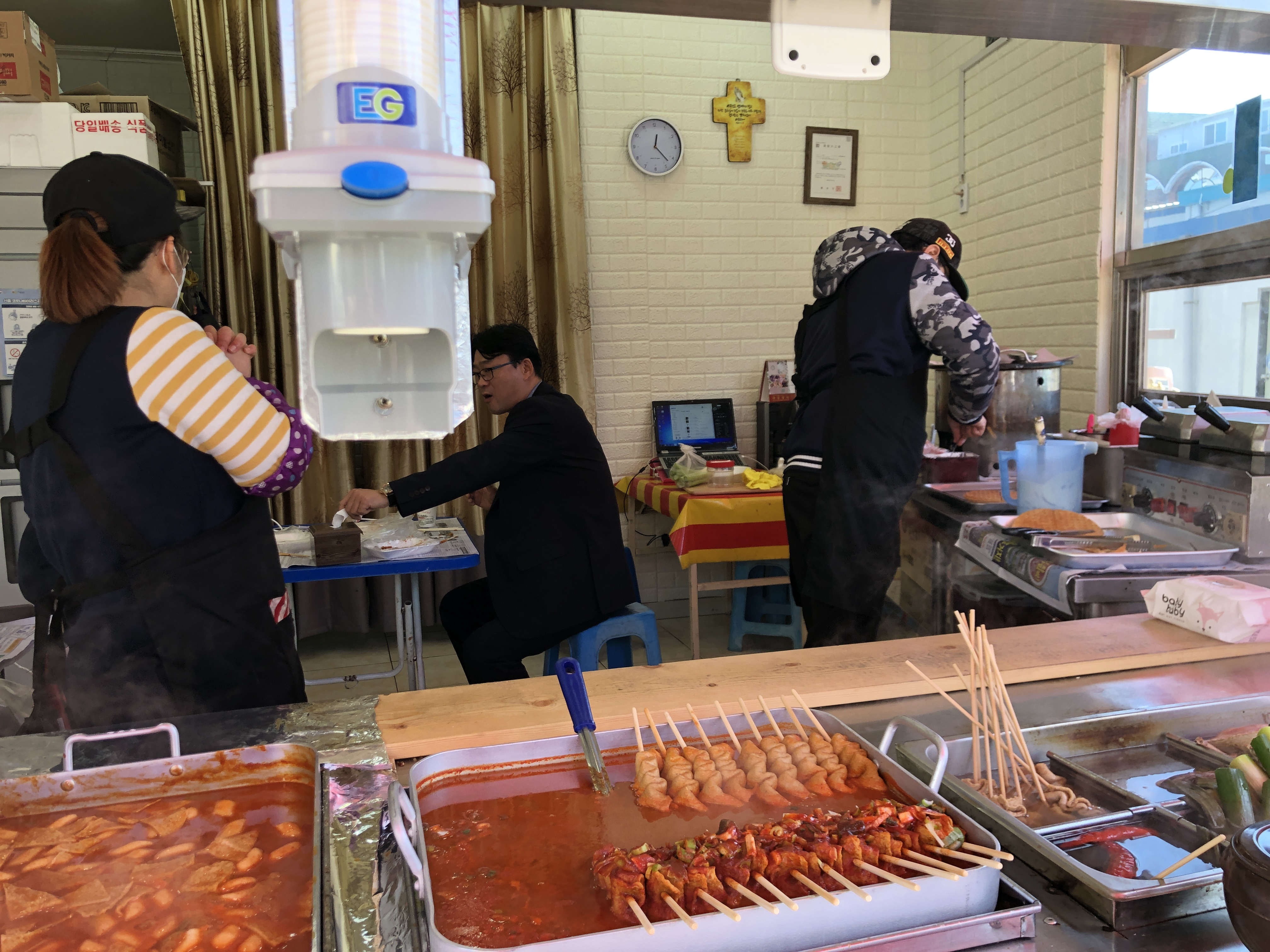
مطعم وجبات خفيفة.

بونسيك أو بالكورية (분식) هو مصطلح عام يستخدم للإشارة إلى الأطباق الكورية الرخيصة المتوفرة في مطاعم الوجبات الخفيفة بونسيكجيوم (분식점)  نظرًا لأن المصطلح بونسيك يعني حرفيًا «الطعام المصنوع من الدقيق»، يمكن اعتبار الأطعمة مثل الشعيرية سريعة التحضير والخبز بونسيك. ومع ذلك، فإن التعريف الحديث للمصطلح يشمل أيضًا الأطباق الأخرى التي يتم تقديمها في مطاعم بونسيك والتي يمكن تناولها بكميات كبيرة بأسعار منخفضة. في كوريا، هناك العديد من مطاعم الوجبات الخفيفة العامة التي تبيع كل شيء من الطعام البسيط إلى قائمة الوجبات الكاملة.

## التاريخ
خلال الستينيات، كان الأرز نادرًا في كوريا الجنوبية، ولهذا دفعت الحكومة إلى الترويج للبونسيك كبديل.